# Họ Bụt mọc
Họ Bụt mọc (danh pháp khoa học: Taxodiaceae) đã từng có thời được coi là một họ thực vật riêng biệt, bao gồm 10 chi các cây thông, tùng, sam v.v như chỉ ra dưới đây.
- Athrotaxis- Bách Tasmania
- Cryptomeria - Liễu sam hay bách Nhật Bản
- Cunninghamia - Sa mộc (sa mu)
- Glyptostrobus - Thông nước (thủy tùng)
- Metasequoia - Thủy sam
- Sciadopitys - Thông dù Nhật Bản
- Sequoia - Hồng sam Bắc Mỹ
- Sequoiadendron - Cự sam
- Taiwania - Bách tán Đài Loan
- Taxodium - Bụt mọc

Tuy nhiên, các nghiên cứu gần đây chỉ ra rằng họ Taxodiaceae, ngoại trừ chi Sciadopitys, nên được trộn lẫn với họ Hoàng đàn (hay họ Bách, danh pháp: Cupressaceae). Lý do là không có các đặc trưng thích hợp mà họ này có thể được tách ra, và các chứng cứ di truyền học chứng minh một mối quan hệ họ hàng gần gũi của hai họ này; do vậy việc phối trộn này hiện nay đã được chấp nhận rộng rãi.
Ngoại lệ duy nhất, chi Sciadopitys, về mặt di truyền học là rất khác với các loại thông, tùng bách khác, và hiện nay được coi như là một họ của chính nó, là họ Thông dù (Sciadopityaceae).